# William Archer
Pour les articles homonymes, voir William Archer (homonymie) et Archer (homonymie).
William Archer, né le 23 septembre 1856 à Perth (Écosse) et mort le 27 (ou le 28) décembre 1924 à Londres, est un critique et dramaturge écossais, ami de George Bernard Shaw.

## Biographie
Fils aîné des neuf enfants de Thomas Archer, un pasteur et Agent General au Queensland, il fit ses études à l'université d'Édimbourg où il obtint son MA en 1876.
William Archer écrivit des critiques littéraires et théâtrales pour le London Figaro ou la Pall Mall Gazette où il avait été recruté par W. T. Stead. En 1890, il fut le premier traducteur en anglais des œuvres complètes d'Henrik Ibsen.
Il était un proche de George Bernard Shaw.
En 1884, il épousa Frances Elizabeth Trickett avec qui il eut un fils (mort pendant la Première Guerre mondiale). Il eut aussi une longue relation extra-conjugale avec l'actrice Elizabeth Robins.
Une de ses pièces les plus célèbres fut The Green Goddess de 1921, adaptée deux fois au cinéma.
Il mourut des suites d'une opération à une tumeur cancéreuse au rein gauche.

## Œuvres

### Critiques
- English Dramatists of To-day (1882)
- Henry Irving, a study (1883)
- About the Theatre (1886)
- Masks or Faces|Masks or Faces? A Study in the Psychlogy of Acting (1888)
- W. C. Macready, a biography  (1890)
- "The Theatrical World" (1893) (5 volumes)
- America To-day, Observations and Reflections (1900)
- Poets of the Younger Generation (1901) John Lane, the Bodley Head, London
- Real Conversations (1904)
- A National Theatre: Scheme and Estimates, with H. Granville Barker, (1907)
- Through Afro-America (1910)
- The Life, Trial, and Death of Francisco Ferrer (1911)
- Play-Making (1912)
- India and the Future (1917)
- The Old Drama and the New (1923)

### Essai
- The Great Analysis: A Plea for a Rational World-Order (1912). Google Books

### Pièces
- War is War (1919)
- The Green Goddess (1921)